# Fragile (sång)
"Fragile" är en popsång av Kamera från 2003. Låten utgör öppningsspår på bandets självbetitlade debutalbum Kamera (2003) och utkom även som singel samma år.
Låten producerades av Björn Öqvist och Kamera. Som B-sida valdes "Take You Home", vilken var tidigare outgiven. "Fragile" tog sig in på Svenska singellistan i september 2003, där den stannade en vecka på plats 48. Den tog sig även in på Trackslistan och låg där sex veckor mellan den 27 september och 1 november 2003, som bäst på plats åtta.

## Låtlista
1. "Fragile"
2. "Take You Home"

## Listplaceringar
| Lista (2003)         | Topplacering |
| -------------------- | ------------ |
| Svenska singellistan | 48           |
| Trackslistan         | 8            |